# Arteria profunda del clítoris
La arteria profunda del clítoris es una arteria que se origina como rama terminal de la arteria pudenda interna. No presenta ramas.

## Distribución
Se distribuye hacia el clítoris, concretamente hacia el pilar del clítoris.